# Litoria dux
Litoria dux är en groddjursart som beskrevs av Richards och Oliver 2006. Litoria dux ingår i släktet Litoria och familjen lövgrodor. IUCN kategoriserar arten globalt som otillräckligt studerad. Inga underarter finns listade i Catalogue of Life.